# 吉布提地理
吉布提，位于非洲东部非洲之角东北海岸，亚丁湾西岸，南与索马里为邻，北接厄立特里亚，西和西南与埃塞俄比亚交界。面积2.32万平方千米。扼守亚丁湾和红海要冲，战略地位极为重要。

## 地形

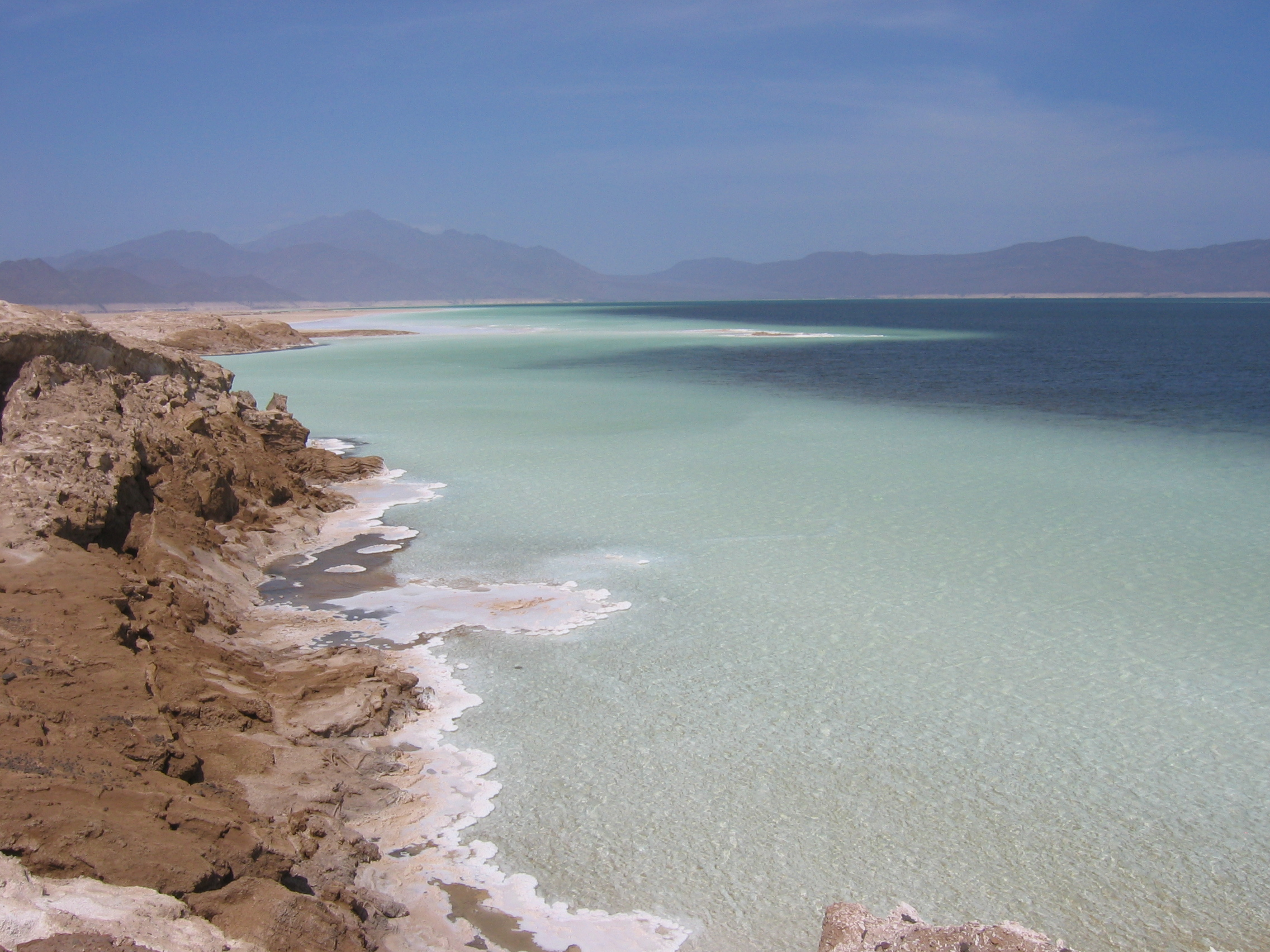
阿萨勒湖。

吉布提分为3个主要地区：沿海平原，向内陆抬升至海拔约200米以上，海岸线被塔朱拉湾深割成锯齿形；中南部的火山高地，海拔300～1500米，周边有陷落的平原和湖泊，其间有非洲大陆最低点阿萨勒湖；北部为山岳地带，其中吉、厄、埃塞三国交界处的穆萨阿里山海拔2028米，为全国最高点。吉布提境内土地大多裸露、干燥且荒芜，以悬崖深谷、炽热沙地、多刺灌丛为特征。境内无固定河流，只有季节性的小溪流。

## 气候
吉布提主要属热带沙漠气候，内地近于热带草原气候，终年炎热少雨。首都及最大城市吉布提市1月平均最高气温为29℃,7月为41℃。从夏末至第二年3月底，海风从印度洋带来雨水，沿海平均年降雨量不到125毫米，内陆则约510毫米。

## 植被生态
吉布提大部分地区为荒漠，植被以低矮多刺灌丛和禾草为主。山地有些永久林地。低洼平原长有椰枣、蓖麻、罗望子和大戟属植物，野生动物有胡狼、大耳羚、索氏瞪羚和鸵鸟等。

## 土地资源
吉布提境内可耕地不足1%，仅约9%可供放牧。粮食主要依赖进口。